# German Gymnasium

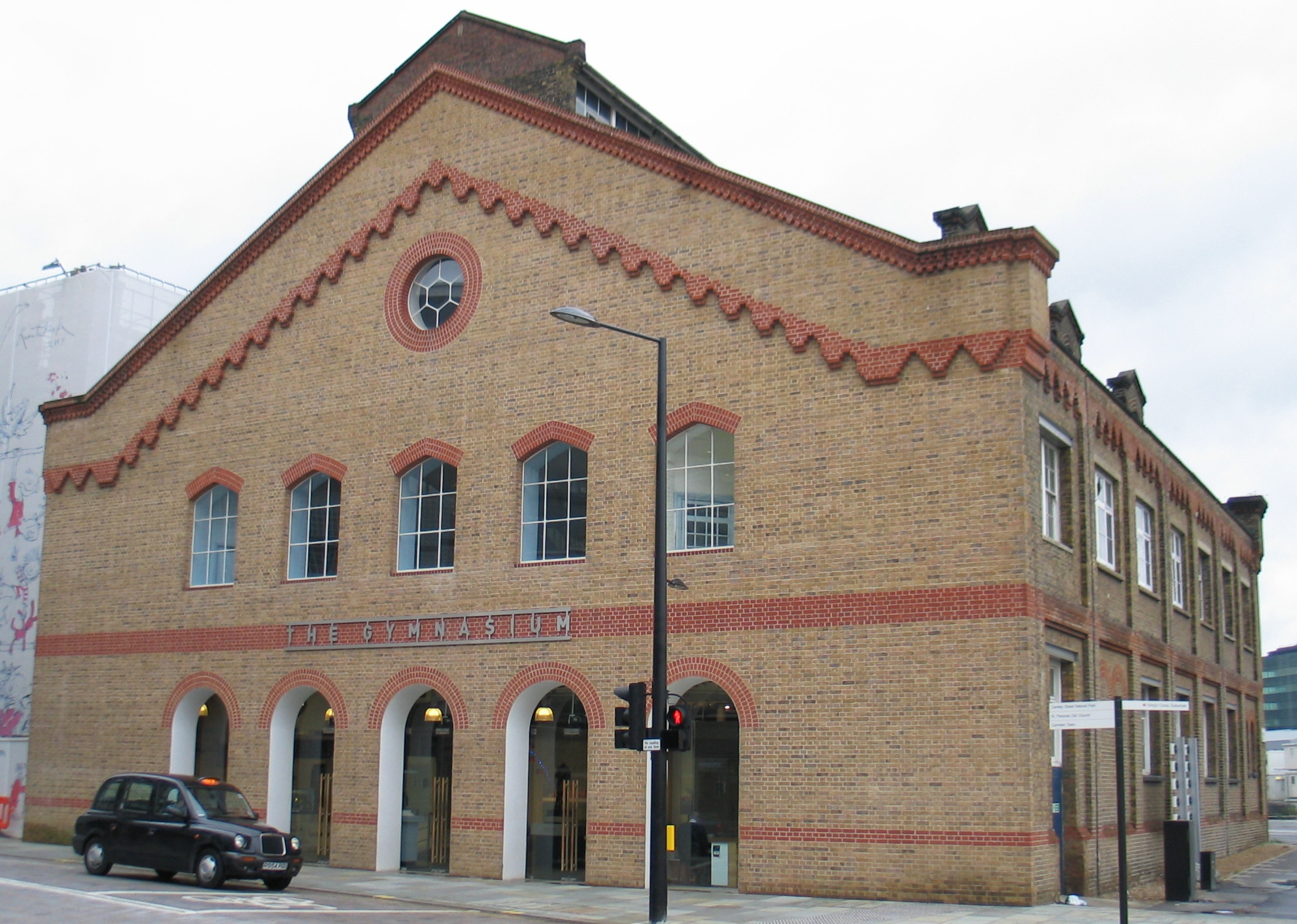
German Gymnasium, Westseite

Das German Gymnasium (Übersetzung: Deutsche Turnhalle) ist ein denkmalgeschütztes Gebäude im Stadtbezirk Camden von London, der Hauptstadt des Vereinigten Königreichs. Es liegt im Stadtteil King’s Cross am 1 King’s Boulevard (früher 26 Pancras Road), zwischen den Bahnhöfen King’s Cross und St. Pancras.
Das Gebäude, das seit 2015 als Grand Café, Restaurant und Bar im deutschen Stil genutzt wird, ist ein Erbe der einst großen und blühenden deutschen Gemeinde Londons.

## Aufbau und Nutzung
Das German Gymnasium wurde 1864–65 für die Deutsche Turnergemeinde London erbaut, einen 1861 von Ernst Ravenstein in London gegründeten Sportverein. Der Verein hatte 1100 Mitglieder aus mehr als 30 Ländern. Die britische National Olympian Association nutzte das Gymnasium 1866 als einen der Austragungsorte für ihre ersten sogenannten Olympischen Spiele, einen regionalen Vorgänger der späteren Olympischen Spiele, kurz nach der Eröffnung des German Gymnasiums. Die Turnhalle bot bereits 1866 Kurse für Frauen an. Das gesamte Erdgeschoss war dem Frauentraining gewidmet, während das Obergeschoss den Männern vorbehalten war. Das German Gymnasium wurde auch für die Olympischen Spiele 1908 genutzt.

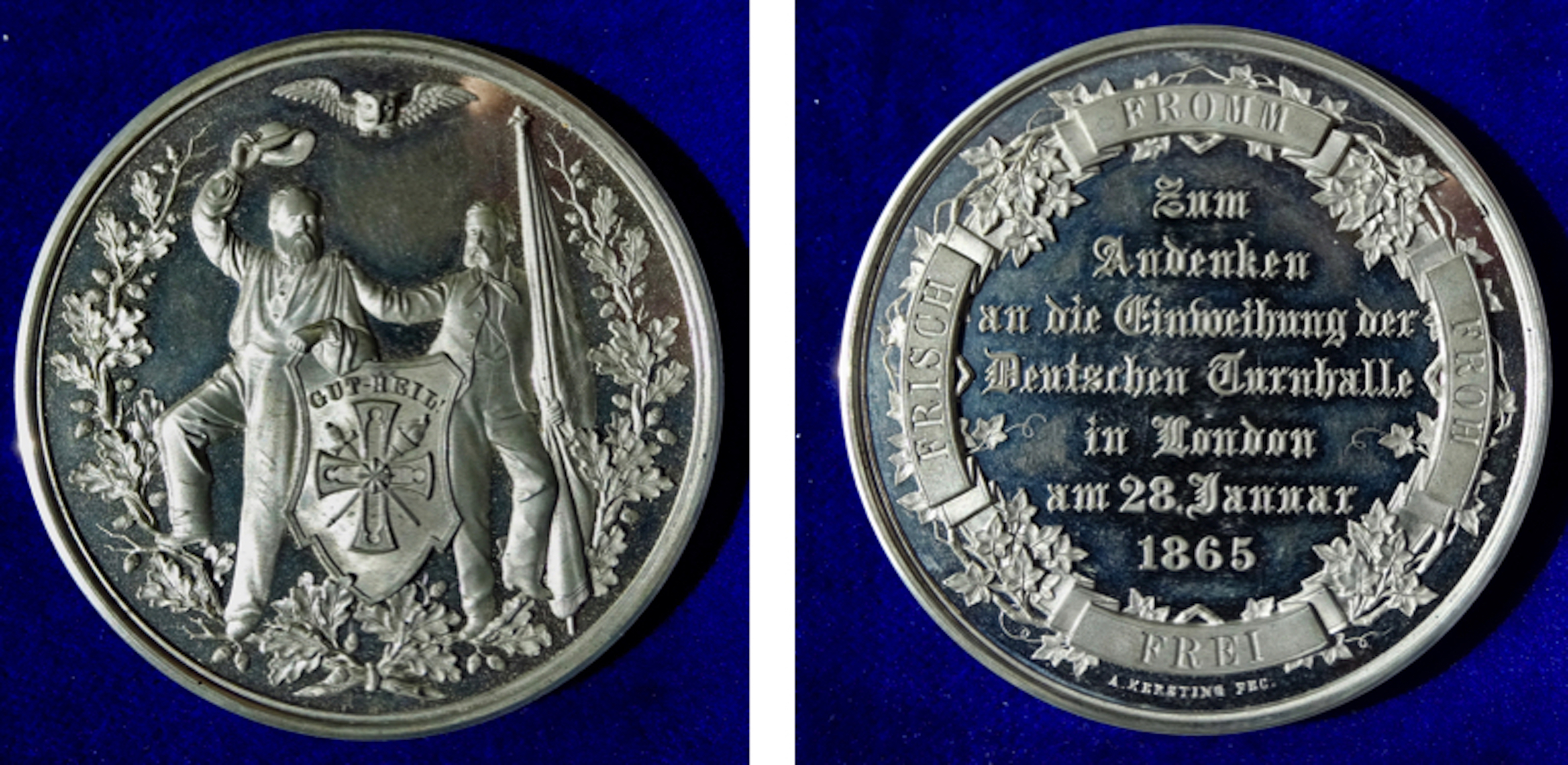
Medaille zur Eröffnung des German Gymnasiums in London am 28. Januar 1865.

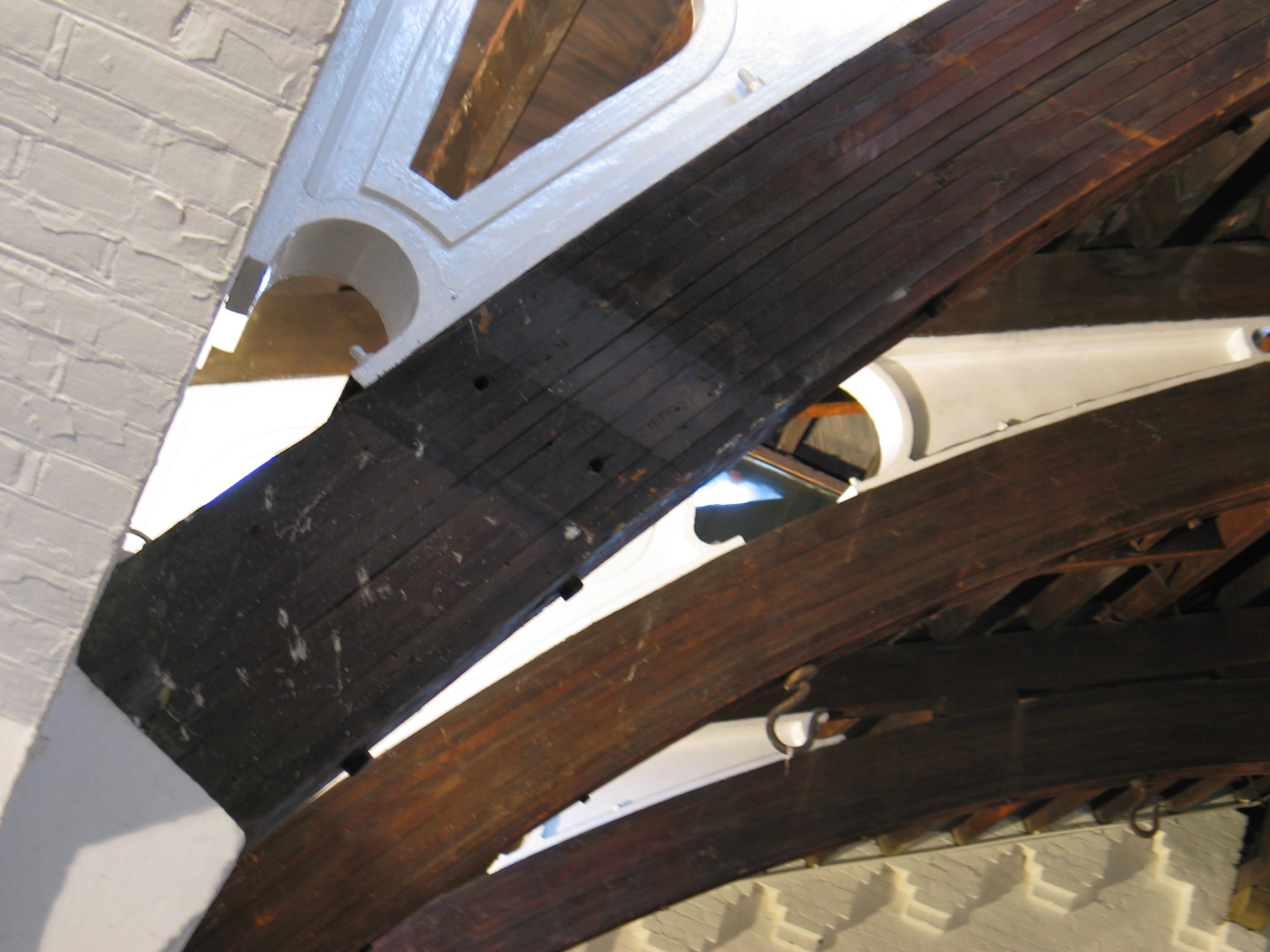
Laminierte Dachbalken mit Gusseisenleisten und tragendem Mauerwerk.

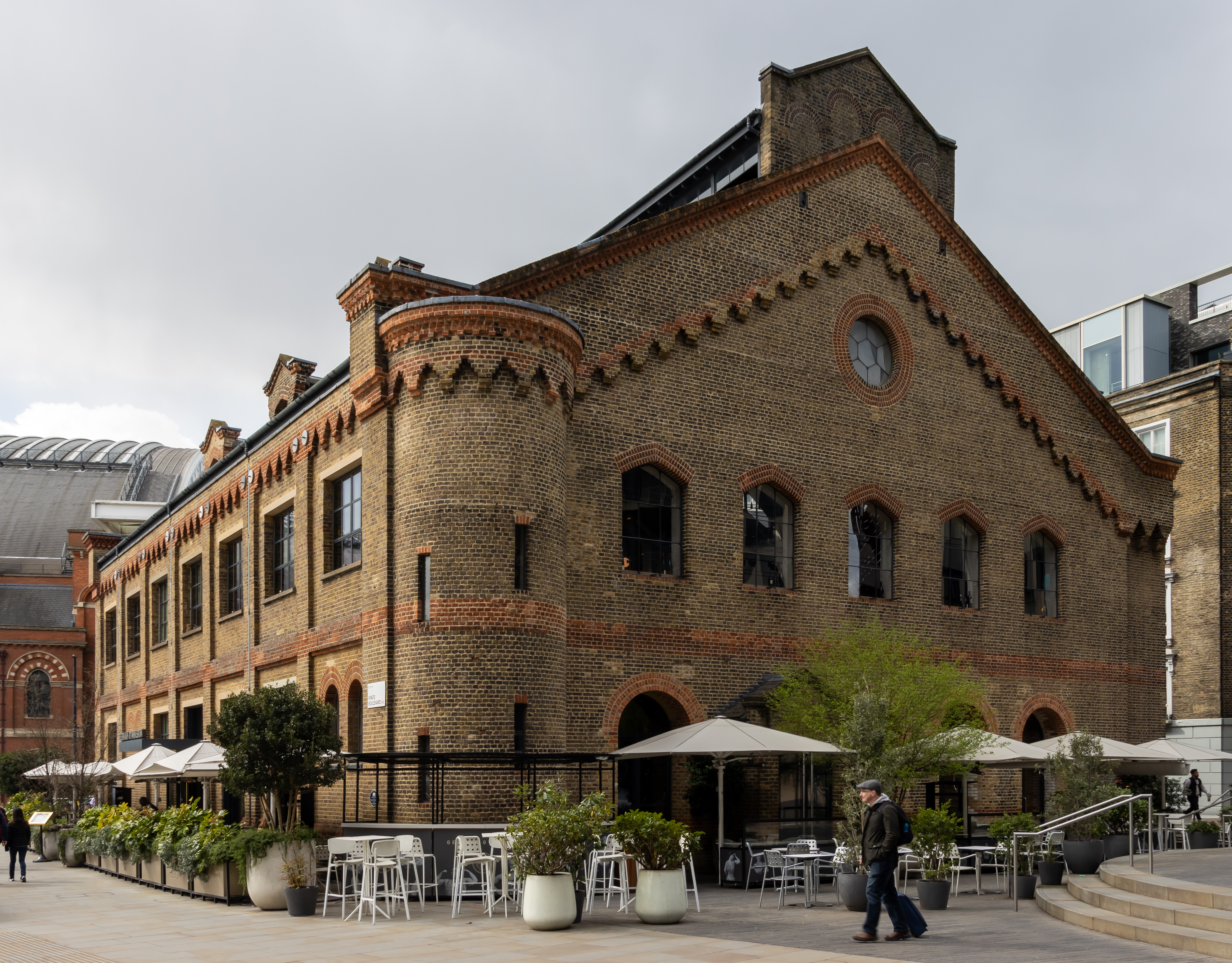
German Gymnasium, Ostseite (2024)

Entworfen von Edward A. Gruning (1837–1908), gebaut von Piper und Wheeler und bezahlt von der deutschen Gemeinde, ist das German Gymnasium ein mehrfarbiges Backsteingebäude mit 2 Geschossen plus Dachgeschoss, wobei das Dach aus Brettschichtholzbindern mit Gusseisenleisten besteht. Das Dach ist ein wichtiges frühes Beispiel für die Verwendung von Brettschichtholz zur Erzielung großer Spannweiten. Mit derartigen Dachbindern – etwa 20 Meter breit – wurde auch im nahe gelegenen Bahnhofs King’s Cross experimentiert. Dort wurden sie jedoch ersetzt, während sie sich im German Gymnasium seit der Erbauungszeit erhalten haben. Bei der Sanierung 2014 wurde eine nachträglich eingefügte Zwischendecke wieder entfernt, so dass der frühere Turnsaal in seiner ganzen Höhe von 17 Metern erlebbar ist.

## Londons deutsche Gemeinde
London hatte einst eine große deutsche Gemeinde. Arme Deutsche, insbesondere Juden, ließen sich typischerweise im East End nieder, wohlhabende oder gut vernetzte Deutsche zogen ins West End, während sich viele berufstätige Deutsche aus der Mittelschicht in Nordlondoner Stadtteilen wie Islington und St. Pancras niederließen.
Das Gebiet um die nahegelegene Charlotte Street, die ebenfalls zum Stadtteil St Pancras gehört und nach Sophie Charlotte zu Mecklenburg-Strelitz benannt wurde, war als deutsches Zentrum so bekannt, dass die Straße oftmals mit dem deutschen Wort Charlottenstraße bezeichnet wurde.
Zur Zeit des Ersten Weltkriegs und der damit verbundenen antideutschen Stimmung in Großbritannien ging der Sportbetrieb im German Gymnasium zu Ende. Die Great Northern Railway nutzte es als Bürogebäude um. Im 20. Jahrhundert wurde es auch für Einzelhandel und Kunstausstellungen genutzt.

## Schäden und Erhaltung
Ein Teil des westlichen Gebäudeteils musste für den Bau des neuen internationalen Bahnhofs St. Pancras abgetragen werden. Eine neue Stirnwand wurde im Einklang mit dem Rest des Bauwerks errichtet.
Das Gebäude steht seit Januar 1976 auf der National Heritage List für England unter der Schutzstufe II.

## Verschiedenes
Vor dem Ersten Weltkrieg soll auch der irische Revolutionär Michael Collins im German Gymnasium trainiert haben.

## Nächste U-Bahn-Station
- King’s Cross St. Pancras